# Кабясово
Кабя́сово (баш. Кәбәс) — деревня в Ишимбайском районе Башкортостана, входит в состав Кулгунинского сельсовета.

## География
Кабясово расположено у хребта Улутау. В 2 км от Кабясова стоит гора Ташмурун.

## История
Основана в 1847 году под названием Ново-Кабясово (Ново-Габясово) как выселок деревни Старо-Кабясово башкирами Бурзянской волости Верхнеуральского уезда Оренбургской губернии на вотчинных землях башкир Тальтим-Юрматынской волости по договору о припуске.
В 1906 году обе деревни учтены в составе 3-й Бурзянской волости Орского уезда.
В 1920 году — в составе Макаровской волости.
После 1932 года д. Старо-Кабясово в учётных данных не фиксируется, д. Ново-Кабясово приняло нынешнее название Кабясово.
До 29.04.1984 года входила в Кузяновский сельсовет. Указ Президиума Верховного Совета Башкирской АССР от 29.04.1984 года № 6-2/95 «О перечислении деревни Кабясово и посёлка Ялтаран из Кузяновского сельсовета в состав Кулгунинского сельсовета Ишимбайского района» гласит:

Президиум Верховного Совета Башкирской АССР постановляет:
Перечислить деревню Кабясово и поселок Ялтаран из Кузяновского сельсовета в состав Кулгунинского сельсовета Ишимбайского района.— http://www.ufa.regionz.ru/index.php?ds=39920

## Население
В 1847 году проживало в 11 дворах 80 человек, в 1865 в 10 дворах — 77 человек. В 1906 году — 96 человек, в 1920 году насчитывалось 112, в 1939 — 99, в 1959—105, в 1989 — 35, в 2002 — 47, в 2010 — 38.
| 2002 | 2009 | 2010 |
| ---- | ---- | ---- |
| 47   | ↘42  | ↘38  |

Национальный состав
Согласно переписи 2002 года, преобладающая национальность — башкиры (100 %).

## Географическое положение
Расположена на р. Урюк, впадающим в Нугуш и начала хребта Калу.
Расстояние до:
- районного центра (Ишимбай): 102 км,
- центра сельсовета (Кулгунино): 15 км,
- ближайшей ж/д станции (Стерлитамак): 98 км.

## Хозяйственная деятельность
До 1917 года занимались пчеловодством, изготовлением саней и телег.

## Известные уроженцы
- Вильданов, Ахат Ханнанович (род. 1 августа 1944) — башкирский литературовед, педагог, писатель.